# NSU-Akten
Als NSU-Akten wird ein Abschlussbericht bezüglich der internen Aktenprüfung im Landesamt für Verfassungsschutz (LfV) Hessen im Jahr 2012 bezeichnet, in welchem Dokumente zum Rechtsextremismus auf mögliche Bezüge zum Nationalsozialistischen Untergrund (NSU) untersucht wurden.
Die Akten waren zunächst für 120 Jahre als geheim eingestuft worden, später wurde die Zeit auf 30 Jahre verringert. Seit dem 28. Oktober 2022 ist durch Bemühungen des ZDF Magazin Royale und FragDenStaat ein Transkript des Dokumentes verfügbar.

## Authentizität
Bisher gibt es keine offizielle Bestätigung für die Echtheit der Dokumente vom hessischen Innenministerium oder Verfassungsschutz, jedoch gab das LfV an, die entsprechenden Dokumente zu prüfen. Laut Einschätzung der hessischen Linken scheinen die Dokumente jedoch dem Original zu entsprechen. Mit dem Stellen einer Strafanzeige gegen Unbekannt, wegen der unrechtmäßige Weitergabe von Verschlusssachen, bestätigte das LfV indirekt die Echtheit der Akten.

## Hintergrund
Im Rahmen der NSU-Mordserie verübten Mitglieder des Nationalsozialistischen Untergrunds über mehrere Jahre unerkannt Morde in Deutschland. Zum Opfer der Rechtsterroristen fielen neun Gewerbetreibende türkischer und griechischer Herkunft und eine deutsche Polizistin.
Erst nach der Selbstenttarnung des NSU am 4. November 2011 wurden Ermittlungen gegen die Täter aufgenommen. Infolgedessen ließ ein Referatsleiter des Bundesamts für Verfassungsschutz am 10. November die Akten von sieben V-Leuten aus der Thüringer Neonazi-Szene vernichten. Am 14. November 2011 begann das hessische Amt für Verfassungsschutz Akten bezüglich Beate Zschäpe, Uwe Böhnhardt und Uwe Mundlos zu sichten, um mögliche Hinweise auf die rechtsterroristische Gruppierung zeitnah zu ermitteln.
Die Prüfungsergebnisse wurden laut dem Abschlussbericht „regelmäßig, aber nicht immer umgehend“ an das hessische Innenministerium übermittelt. Für eine besser strukturierte Aufarbeitung verpflichtete Hessens damaliger Innenminister Boris Rhein (CDU) das Landesamt, den entsprechenden Bericht zu der Arbeit im Fall NSU zu erstellen. Das Ergebnis lag im November 2014 vor und sollte für 120 Jahre geheim gehalten werden. Nach dem Mord am Kasseler Regierungspräsidenten Walter Lübcke im Jahr 2019, heftiger öffentlicher Kritik an der Geheimhaltung und jahrelangen Anstrengungen von Aktivisten und Hinterbliebenen der Opfer wurde die Frist auf 30 Jahre (mit Möglichkeit zur Verlängerung) herabgestuft.

## Inhalt
Durch die Aufarbeitungen des Abschlussberichtes konnten zwar keine Verbindungen zu den Tätern Beate Zschäpe, Uwe Böhnhardt und Uwe Mundlos hergestellt werden, jedoch wurden die im Bericht dokumentierten Arbeitsweisen des Verfassungsschutzes infolge der Veröffentlichung stark kritisiert. Dazu zählen insbesondere verschwundene Akten, mangelhafte Analysen und ein unverantwortlicher Umgang mit Hinweisen.
Da sich der Bericht primär mit der Arbeitsweise des Verfassungsschutzes befasst, enthält er wenig Details über die Morde des NSU und die weiteren Mittäter selbst. Konkrete Informationen zu Personen und Vorgängen werden ebenfalls kaum genannt, teils wird lediglich auf Aktenzeichen verwiesen. Dies läge, nach eigenen Angaben des Verfassungsschutzes, daran, dass dieser selbst kaum wesentlich neue Erkenntnisse aus seinem Aktenstudium gewonnen hat.
Das wiederum habe zwei wesentliche Ursachen. Zum einen seien über 500 Akten nicht auffindbar:

„Aus dem Bereich der Auswertung konnte der Verbleib von 541 Aktenstücken […] nicht geklärt werden.“

Ob auch die vom Bundesamt geschredderten dazu zählen, ist nicht bekannt. Aufgrund dessen relativiert der Bericht seine Feststellungen zu eventuellen NSU Bezügen:

„Eine abschließende Sicherheit, dass Personen, Objekte und Ereignisse, die im Zusammenhang 
mit dem NSU und seinem Umfeld stehen oder stehen konnten, lässt sich daraus aber nicht 
ableiten. Dies wäre nur durch eine Sichtung der nicht auffindbaren Aktenstücke möglich.“

Zum anderen sollen einzelne Person teils bis zu 15 verschiedene – nicht einheitlich abgeheftete Aktenzeichen – gehabt haben, sodass die Akten wohl insgesamt stark chaotisch geführt wurden. Interessanten Hinweisen oder Anhaltspunkten sei laut dem Bericht „nicht immer konsequent nachgegangen“ worden. So folgten auf eine Vielzahl der gesammelten Informationen, insbesondere bezüglich des Erwerbs und Besitzes von Waffen und Sprengstoffen durch Rechtsextremisten, offenbar keine weiteren Ermittlungen. Der Bericht resümiert:

„Wie bereits [...] beschrieben, waren die Aktenführung und die
damit verbundene Dokumentation von Arbeitsschritten im LfV Hessen insbesondere in den 1990er Jahren nicht gut.“

## Reaktionen

### Veröffentlichung
Die damalige Bundesvorsitzende der Linken Janine Wissler begrüßte die Veröffentlichung. Man habe Jahre für die Veröffentlichung gekämpft, die Öffentlichkeit könne sich endlich ein eigenes Bild davon machen, wie der Verfassungsschutz über Jahre mit Hinweisen auf rechten Terror umgegangen sei.
Der Vorsitzende der SPD-Landtagsfraktion, Günter Rudolph, teilte mit, die Öffnung der Akten würde einen wichtigen Beitrag leisten, um das Vertrauen in den Rechtsstaat wiederherzustellen.
Der parlamentarische Geschäftsführer der CDU-Fraktion im hessischen Landtag, Holger Bellino, warf Jan Böhmermann bzw. dem ZDF Magazin Royale vor, die Pressefreiheit überschritten zu haben.

„Es ist nicht auszuschließen, dass Extremisten durch die Verknüpfung dieser Informationen aus anderen Dokumenten Rückschlüsse auf Arbeitsweise und Informanten der Sicherheitsbehörden ziehen können.“

Dadurch könnten Menschenleben gefährdet und die Arbeit der Sicherheitsbehörden nachhaltig erschwert werden.
Bundeskanzler Olaf Scholz kritisierte die Öffnung der Akten ebenfalls, er betonte, dass Akten grundsätzlich aus guten Gründen als geheim eingestuft werden könnten und diese Vorgehensweise daher keine Schule machen solle:

„Grundsätzlich ist es so, dass diese Bundesregierung insgesamt sehr regelkonform arbeitet und alle Veröffentlichungen, die den Regeln nicht entsprechen, nicht begeistert zur Kenntnis nimmt“

Am 31. Oktober teilte das Landesamt für Verfassungsschutz (LfV) mit, dass Anzeige wegen der unrechtmäßige Weitergabe von Verschlusssachen, gegen Unbekannt gestellt wurde. Dabei gehe es jedoch lediglich um die Weitergabe der geheimen Informationen, nicht um die Veröffentlichung. Das Hessische Landeskriminalamt befasse sich nun mit den Ermittlungen.

### Inhalt
Der Fraktionsvorsitzende der Grünen im hessischen Landtag, Mathias Wagner, erklärte, die Schlussfolgerungen, die das ZDF Magazin Royale aus den als NSU-Akten gezogen hätten, deckten sich mit den Bewertungen, die bislang aus ihrer Sicht alle gezogen haben, die die Akten gelesen haben. Die Unterlagen würden ein desolates Bild über den Zustand des Verfassungsschutzes in den damaligen Jahren zeichnen, erklärte Wagner unter dem Vorbehalt, dass die Dokumente echt sind. Neue Bezüge zum NSU könnten allerdings nach bisherigen Erkenntnissen nicht hergestellt werden.
Die Juristin Seda Başay-Yıldız, welche die Familie des ermordeten Enver Şimşek im Münchner NSU-Verfahren vertreten hatte, bezeichnete das durch den Bericht offengelegte Vorgehen als „Komplettversagen“ der Behörden. Des Weiteren wirft sie den Behörden vor, dass der Bericht nicht zum Zwecke des Quellenschutzes geheim gehalten worden wäre, sondern um das Versagen des Verfassungsschutzes zu verschleiern.
Die Tageszeitung kritisiert den Bericht in Teilen selbst, da manche grundlegende Fakten zum NSU nicht stimmen oder zurechtgebogen wirken würden. So gibt der Bericht an, dass der NSU am 10. November 2011 bekanntgeworden sei, auch wenn die Selbstenttarnung am 4. November stattfand. Auch verstehe der Bericht darunter keine Selbstenttarnung, sondern rechnet das Auffliegen den polizeilichen Ermittlungen zu. Des Weiteren würde der Bericht nicht ausreichend anerkennen, dass es sich bei dem NSU um ein Netzwerk handelte, da sich dieser wiederkehrend nur auf das Kerntrio, aus Beate Zschäpe, Uwe Böhnhardt und Uwe Mundlos, beschränkt.